# Matthiola maderensis
Matthiola maderensis — вид трав'янистих рослин з родини капустяні (Brassicaceae), ендемік Мадейри.

## Опис

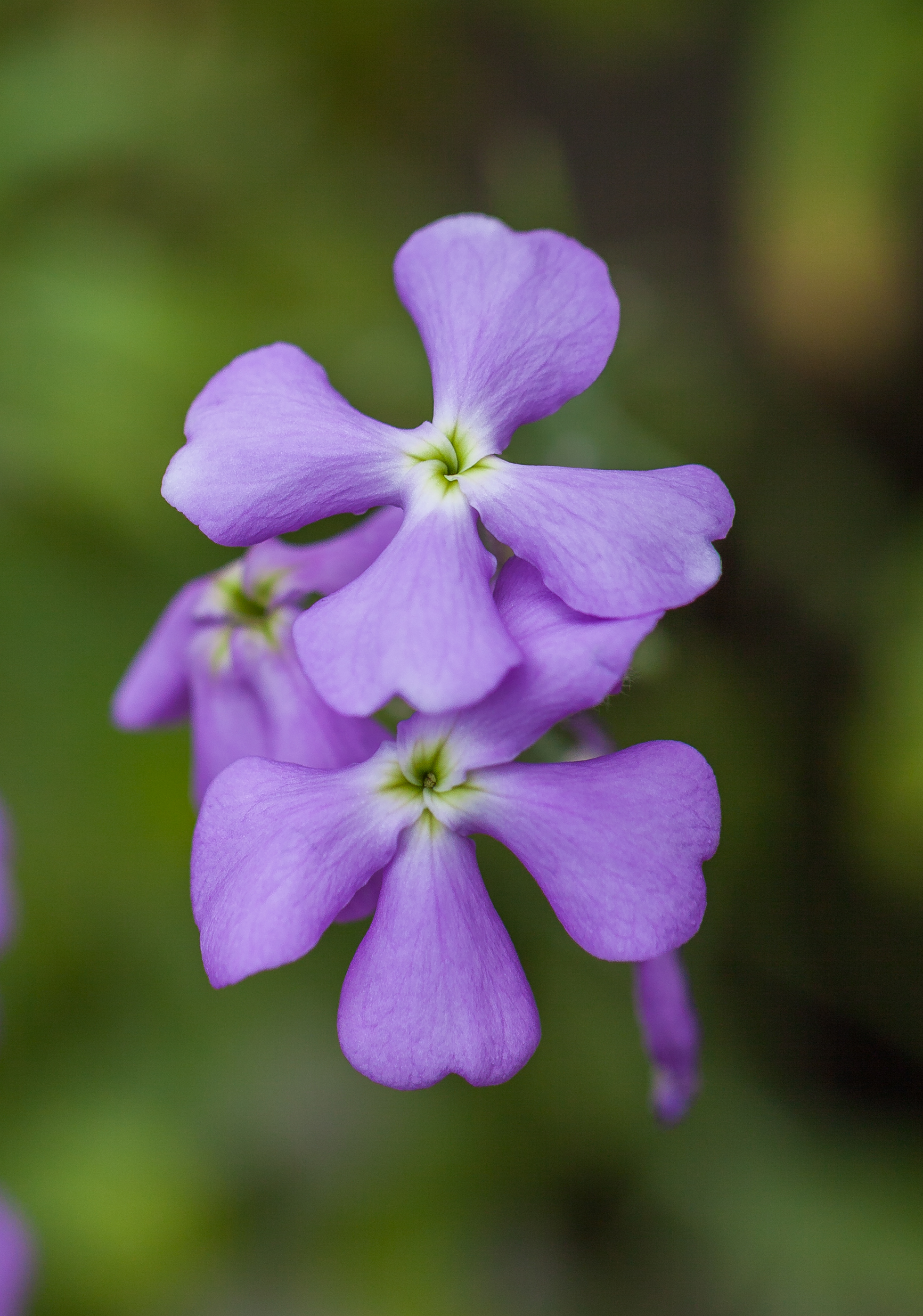

Це дворічна або багаторічна трав'яниста рослина з розгалуженим стеблом заввишки до 1 м. Є прикоренева розетка сіро-зеленого м'ясистого ланцетного листя довжиною до 25 см, а також є розсіяні листки стебла. Суцвіття невеликі. Квіти 4-пелюсткові, духмяні. Пелюстки рожеві або фіолетові, рідко білі. Плоди — завдовжки до 15 см, циліндричні стручки.

## Поширення
Ендемік архіпелагу Мадейра (о. Мадейра, Дезерташ, Порту-Санту).